# Roma Open 2024
Il Roma Open 2024 è stato un torneo maschile di tennis professionistico. È stata la 23ª edizione del torneo, facente parte della categoria Challenger 75 nell'ambito dell'ATP Challenger Tour 2024, con un montepremi di 73 000 €. Si è giocato dal 22 al 28 aprile 2024 sui campi in terra rossa del Tennis Club Garden di Roma, in Italia.

## Partecipanti

### Teste di serie
| Nazionalità | Giocatore                 | Ranking* | Testa di serie |
| ----------- | ------------------------- | -------- | -------------- |
| Ungheria    | Zsombor Piros             | 122      | 1              |
| Stati Uniti | Nicolas Moreno de Alboran | 140      | 2              |
| Argentina   | Juan Manuel Cerúndolo     | 153      | 3              |
| Slovacchia  | Jozef Kovalík             | 155      | 4              |
| Paesi Bassi | Jesper de Jong            | 158      | 5              |
| Francia     | Hugo Grenier              | 159      | 6              |
| Italia      | Andrea Pellegrino         | 165      | 7              |
| Bolivia     | Hugo Dellien              | 178      | 8              |

* Ranking al 15 aprile 2024.

### Altri partecipanti
I seguenti giocatori hanno ricevuto una wild card per il tabellone principale:
- Raul Brancaccio
- Gabriele Pennaforti
- Samuel Vincent Ruggeri

I seguenti giocatori sono entrati in tabellone come alternate:
- Adrian Andreev
- Edoardo Lavagno
- Alejandro Moro Cañas
- Nikolás Sánchez Izquierdo

I seguenti giocatori sono passati dalle qualificazioni:
- Marcello Serafini
- Carlos Taberner
- Ignacio Buse
- Giovanni Oradini
- Ryan Nijboer
- Vilius Gaubas

## Punti e montepremi
| Torneo    | Torneo              | V     | F     | SF    | QF    | 2T    | 1T  | Q | Q2  | Q1  |
| Singolare | Punti               | 75    | 44    | 22    | 12    | 6     | 0   | 4 | 2   | 0   |
| Singolare | Premi in denaro (€) | 9,880 | 5,820 | 3,450 | 2,000 | 1,165 | 720 | – | 360 | 185 |
| Doppio    | Punti               | 75    | 44    | 22    | 12    | –     | 0   | – | –   | –   |
| Doppio    | Premi in denaro (€) | 4,250 | 2,450 | 1,480 | 880   | –     | 500 | – | –   | –   |

## Campioni

### Singolare
Alejandro Moro Cañas ha sconfitto in finale  Vilius Gaubas con il punteggio di 7–5, 6–3.

### Doppio
Luke Johnson /  Skander Mansouri hanno sconfitto in finale  Lorenzo Rottoli /  Samuel Vincent Ruggeri con il punteggio di 6–2, 6–4.